# 數位版權管理描述語言
數位版權管理描述語言（Digital Rights Expression Language）是一種機讀語言，為數位版權管理（DRM）提供特定詞彙供版權擁有人及著作權人使用，可以限定提供的內容及使用者使用的方式。目的是希望使用者在存取或使用內容時，知道需要透過何種管道及付出何種代價，來取得使用上的許可。

## 主要的數位版權描述語言

### XrML
XrML（Extensible Rights Markup Language）是以一種以XML為基礎的語言，為數位版權管理描述語言的一種。主要目的在於提供一個國際通用的方式，來達到指定版權、使用條件與保護內容的目的，是一種有專利，但可免費使用的規格書。對創作者而言，可以便利版權管理在任何媒體上實現。如：音樂、電子書、視訊 …等。

### ODRL
ODRL（Open Digital Right Language）是以一種以XML為基礎的語言，提供了數位版權描述語言與資料字典。ODRL適合所有型態的數位內容，提供了數位版權管理表達上的語義。ODRL是設計給各類的工業來用的，像是電子書、視訊、軟體…等，它保留了延伸性，並提供互通性的機制；ODRL是可以免費自由取用的，並沒有版權上的要求。

### MPEG-21 REL
MPEG-21 REL（MPEG-21 Rights Expression Language）是一種以XML為基礎的語言，為MPEG組織所訂的標準，是MPEG家族中的一員，在整個標準的第五個部份和第六個部份和數位版權有很密切的關係；MPEG -21 REL也有RDD關鍵詞彙字典。

## 外部連結
- XrML.org （页面存档备份，存于）
- ODRL.net （页面存档备份，存于）